# Maciej Majerczak
Maciej Majerczak (ur. 23 lutego 1800 w Starej Wsi na Spiszu, zm. 25 września 1870 w Kielcach) – polski duchowny katolicki, pochodzenia słowackiego.

## Życiorys
Wykształcenie gimnazjalne odebrał w Preszowie. W latach 1818–1820 alumn seminarium duchownego w Kielcach. Od 1820 roku uczęszczał na wydział teologiczny Królewskiego Uniwersytetu Warszawskiego. W 1823 w Warszawie otrzymał święcenia kapłańskie, następnie pełnił funkcję profesora, a od 1842 roku rektora kieleckiego seminarium duchownego.
Od 1824 roku był proboszczem w kościele w Stopnicy. W czerwcu 1847 mianowany oficjałem konsystorza kieleckiego, a w styczniu 1848 prałatem i dziekanem kapituły kieleckiej. Od maja 1848 administrator części diecezji krakowskiej pozostającej w Królestwie Polskim. We wrześniu 1862 mianowany tytularnym biskupem Jerycha, konsekrowany w grudniu tego roku.
Przeciwnik powstania styczniowego. W liście pasterskim ze stycznia 1863 roku starał się wyciszać nastroje rewolucyjne wśród kleru. Podczas powstania styczniowego zwolennik stronnictwa białych i członek Rady Stanu (do maja 1863). Mając duży wpływ na władze rosyjskie łagodził wyroki na powstańcach i upominał się o wydawanie zwłok powstańców rodzinom. Informował Stolicę Apostolską o prześladowaniach Kościoła w Królestwie Polskim. Stanowczo sprzeciwił się zamianie kościoła św. Wojciecha w cerkiew.
Odznaczony Orderem Świętego Stanisława I klasy.